# Tabon molucký
Tabon molucký (Eulipoa wallacei) je druh hrabavého ptáka z čeledi tabonovití (Megapodiidae), jediný zástupce samostatného rodu Eulipoa. Na délku těla měří asi 30 cm, což z něj dělá relativně malého zástupce tabonovitých. Svrchní partie mají načervenalé zbarvení se šedými znaky, spodní partie jsou našedlé, až na jasně bílý spodek ocasu, který s okolním opeřením ostře kontrastuje. Zobák má modrošedé až bělavé zbarvení, končetiny jsou tmavě olivové.
Tabon molucký se vyskytuje (nebo byl alespoň zaznamenán) na většině ostrovů Moluckého souostroví v regionu Wallacea, konkrétně na ostrovech Buru, Seram, Haruku, Ambon, Bacan, Halmahera, Ternate a Misool. Většina hnízdní populace se však omezuje jenom na Halmaheru, Haruku a pobřežní oblasti severního Seramu. Co se týče příbuzenských vztahů, nejbližším příbuzným tabona moluckého je rod Megapodius. Vůči těmto dvěma taxonům tvoří sesterskou skupinu tabon přílbový (Macrocephalon maleo) z rodu Macrocephalon a společně pak utvářejí jeden ze dvou hlavních kladů tabonovitých ptáků. Tabon molucký bývá někdy řazen přímo v rámci rodu Megapodius, jakožto zástupce tohoto rodu jej také roku 1861 prvně popsal anglický zoolog George Robert Gray. Od ostatních tabonů rodu Megapodius se však tabon molucký liší jak opeřením, tak hnízdními návyky.
Tabon molucký žije v hustých, stálezelených deštných lesích, ale i jiných typech vegetace, včetně narušených stanovišť. Žije od hladiny moře až do nadmořské výšky asi 2 000 metrů, na pobřeží se však typicky stahuje zvláště během období hnízdění, zbytek roku tráví v polohách nad 750 metrů. Vajíčka tito ptáci zahrabávají hluboko do písku, kde se o jejich inkubaci starají sluneční paprsky. Inkubační doba trvá asi 2 až 3 měsíce, přičemž rodiče o vajíčka nijak nepečují. Kladení vajec probíhá skupinově, a to během noci. Rozmnožovací chování zjevně ovlivňují měsíční fáze.
Mezinárodní svaz ochrany přírody (IUCN) považuje ve svém vyhodnocení stavu ohrožení z roku 2021 tabona moluckého za zranitelný druh. Vyjma přidružených hrozeb představuje hlavní příčinu ohrožení nadměrný sběr vajec ze strany místních obyvatel, protože je pokládají za výživnou pochoutku. Podle výsledků studie, jež probíhala v 90. letech 20. století na hnízdišti Tanjung Maleo na ostrově Haruku, zůstalo během jedné hnízdní sezóny ušetřeno jen asi 13,7 % nakladených vajec. Celková velikost populace zůstává podle IUCN nejistá, činí snad 20 000–50 000 jedinců, možná méně.